# Progerie

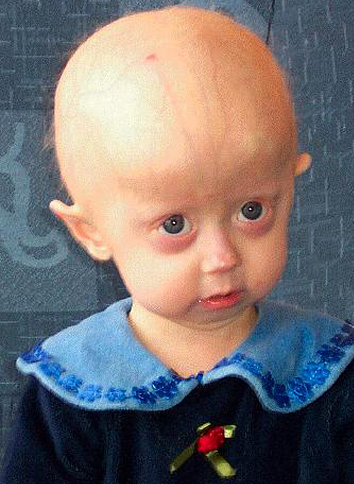
Dítě trpící progerií

Progerie je nemoc, která způsobuje předčasný a urychlený rozvoj stařeckého vzhledu (fenotypu stáří) a typických chorob stáří (např. aterosklerózy, osteoartrózy, osteoporózy, nádorů) se zkrácením délky života. Nejde o jednu chorobu, nýbrž o skupinu progerických syndromů různé etiologie se skutečným urychlením vlastního stárnutí (pravá progerie), či s jeho imitováním (senescence-like fenotyp). Největší pozornost je v současnosti věnována poruchám transkripce genetické informace.

## Nejznámější progerické syndromy
Progerické rysy má většina syndromů způsobených chromozomálními aberacemi, např. Downův syndrom (převážně trisomie chromosomu 21). K epigenetickým příčinám urychleného stárnutí patří ionizující záření (photoageing kůže), volné radikály, hyperglykace.

### Hutchinsonův-Gilfordův syndrom
Tzv. pravá progerie, zkratka HGPS  z anglického Hutchinson-Gilford Progeria Syndrome. Jde o velmi vzácné onemocnění, u něhož se stařecký fenotyp začíná rozvíjet do 2 let věku s mediánem dožití 13 let. Nemocní mají typický vzhled: malý vzrůst, ptačí obličej s vystouplýma očima, atrofickou pokožku s vychudlým podkožím a tenké končetiny s nápadnými klouby. V roce 2003 byly jako příčina zjištěny mutace genu pro protein jaderných filament lamin A (LMNA). Důsledkem je porucha prekurzorového štěpení prelaminu A se vznikem patologického progerinu a s následnou poruchou jaderného obalu, nukleoskeletu a chromosomální architektury. HGPS je řazen mezi tzv. laminopatie spolu s lipodystrofií, kardiomyopatií, svalovou dystrofií, neuropatií, mandibulární dysplasií a dermatopatií. Inhibicí farnesylace, procesu zakotvujícího  progerin do jaderného obalu vazbou na farnesyl isoprenoid lipid, lze snad zabránit rozvoji HGPS a v budoucnu tak i léčit nemocné. 

### Wernerův syndrom
Tzv. progerie dospělých, klinicky obdobné postižení s mírnějším průběhem (manifestace ve 3. decéniu) a s odlišnou etiologií. Jde o autozomálně recesivní onemocnění s příčinným genem WRN na chromozomu 8. Bílkovinný produkt, 3´-5´-helikáza a 3´-5´-exonukleáza, ovlivňuje DNA polymerázu i produkty dalších genů zapojených do replikace a reparace chyb DNA. Všechny mutace genu WRN vedou přímo či nepřímo k předčasnému vzniku stop-kodonu a ke zkrácení proteinového produktu.